# Heddesheim
Heddesheim település Németországban, azon belül Baden-Württembergben. Lakosainak száma 12 031 fő (2023. december 31.).

## Népesség
A település népessége az elmúlt években az alábbi módon változott:
| Lakosok száma | 10 394 | 11 199 | 11 464 | 11 569 | 11 859 | 11 927 | 12 031 |
|               | 1975   | 2015   | 2017   | 2019   | 2021   | 2022   | 2023   |